# Pro Milone
Pro Tito Annio Milone ad iudicem oratio (Pro Milone, o En defensa de T. Anio Milón) es un discurso de Marco Tulio Cicerón en favor de su amigo Tito Annio Milón. Milón fue acusado de asesinar a su rival político Publio Clodio Pulcro en la Vía Apia. Cicerón escribió el discurso en el año 52 a. C.

## Contexto histórico
Milón era pretor en el momento en el que estaba tratando de ganar el tan cacareado puesto de cónsul. Clodio era un ex tribuno que representaba la oficina del pretor. La acusación fue presentado contra Milón por la muerte de Clodio después de un violento altercado en la Vía Appia, en las afueras de la propiedad de Clodio en Bovillae. Después de la pelea inicial, parece que Clodio fue herido durante la pelea que comenzó con los esclavos de ambos hombres.
La secuencia de eventos descritos por la acusación y el comentario de Asconius Pedianus, un antiguo comentarista que analizó varios de los discursos de Cicerón y tuvo acceso a varios documentos que ya no existían, fue este: la ausencia de un resumen de la cadena de eventos en el discurso de Cicerón puede atribuirse a su evidencia incriminatoria contra Milón. Es de suponer que Cicerón se dio cuenta correctamente de que esa era la principal debilidad. Se puede suponer, por el hecho de que el jurado de hecho condenó a Milón, que sentía que aunque Milón podría no haber sido consciente de la lesión inicial de Clodio, su orden de asesinato de Clodio justificaba el castigo.
Cuando inicialmente se le preguntó sobre las circunstancias de la muerte de Clodio, Milón respondió con la excusa de defensa propia y que fue Clodio quien tendió una trampa para que Milón lo matara. Cicerón tuvo que modelar su discurso para ser congruente con la excusa inicial de Milón, una restricción que probablemente afectó la presentación general de su caso. Para convencer al jurado de la inocencia de Milón, Cicerón usó el hecho de que después de la muerte de Clodio, una muchedumbre de partidarios de Clodio, encabezada por el escriba Sexto Cloelio, llevó su cadáver a la casa del Senado (curia) y lo incineró usando los bancos, plataformas , tablas y cuadernos de escribas, como una pira. Al hacerlo, también quemó gran parte de la curia; Los partidarios de Clodio también lanzaron un ataque contra la casa del entonces interrex, Marcus Lepidus. Pompeyo ordenó así una investigación especial para investigar eso, así como el asesinato de Clodio. Cicerón se refiere a este incidente a lo largo de Pro Milone al implicar que hubo mayor indignación general y alboroto en la quema de la curia que en el asesinato de Clodio.
La naturaleza violenta del crimen así como sus repercusiones revolucionarias (el caso tenía una resonancia especial con el pueblo romano como símbolo del choque entre los populares y los optimates) hicieron que Pompeyo estableciera un panel de jueces elegido a dedo. Por lo tanto, evitó la corrupción, corriente en la escena política de la última República romana. Además, había guardias armados estacionados alrededor de los tribunales para aplacar a las violentas turbas de los partidarios de ambos bandos.

## El comienzo del juicio
Los primeros cuatro días del juicio estuvieron dedicados al argumento de la oposición y al testimonio de los testigos. El primer día, Cayo Casio Longino apareció como testigo en contra de Milón y describió el hecho de tal manera que retratara a Milón como un asesino de sangre fría. Eso molestó a los seguidores de Clodio, quienes aterrorizaron al defensor del lado de Milón, Marco Claudio Marcelo. Cuando comenzó su interrogatorio a los testigos, la multitud ahogó su voz y lo rodeó. La acción tomada por Pompeyo impidió mucho furor por parte de las multitudes vehementemente anti Milón por el resto del caso. En el segundo día del juicio, las cohortes armadas fueron presentadas por Pompeyo. En el quinto y último día, Cicerón entregó Pro Milone con la esperanza de revertir la evidencia condenatoria, acumulada durante los días anteriores.

## El resultado
En la cuenta del escritor posterior y comentarista ciceroniano Asconius, la defensa no logró asegurar una absolución para Milón por tres razones:
- La intimidación de Cicerón por la mafia de Clodio en el último día.[3]
- La presión política ejercida por Pompeyo para que los jueces condenen a Milón.
- La gran cantidad de testimonios contra Milón en el transcurso del caso.

Milón fue condenado por el asesinato por un margen de 38 votos contra 13 y fue exiliado a la ciudad gala de Massilia (Marsella). Durante su ausencia, Milón fue procesado por soborno, asociación ilícita y violencia, de lo cual fue condenado con éxito. Como ejemplo de la atmósfera política volátil, contradictoria y confusa de la época, el superintendente de los esclavos de Milón, un Marcus Saufeius, también fue procesado por el asesinato de Clodio poco después de la condena de Milón. El equipo de Cicerón y Marco Celio Rufo lo defendieron y lograron absolver a Saufeius por un margen de un voto. Además, los partidarios de Clodio no escaparon ilesos. El asociado de Clodio, Sexto Cloelio, que supervisó la cremación del cadáver de Clodio, fue procesado por la quema de la curia y fue condenado por una abrumadora mayoría de 46 votos.